# Exomåne

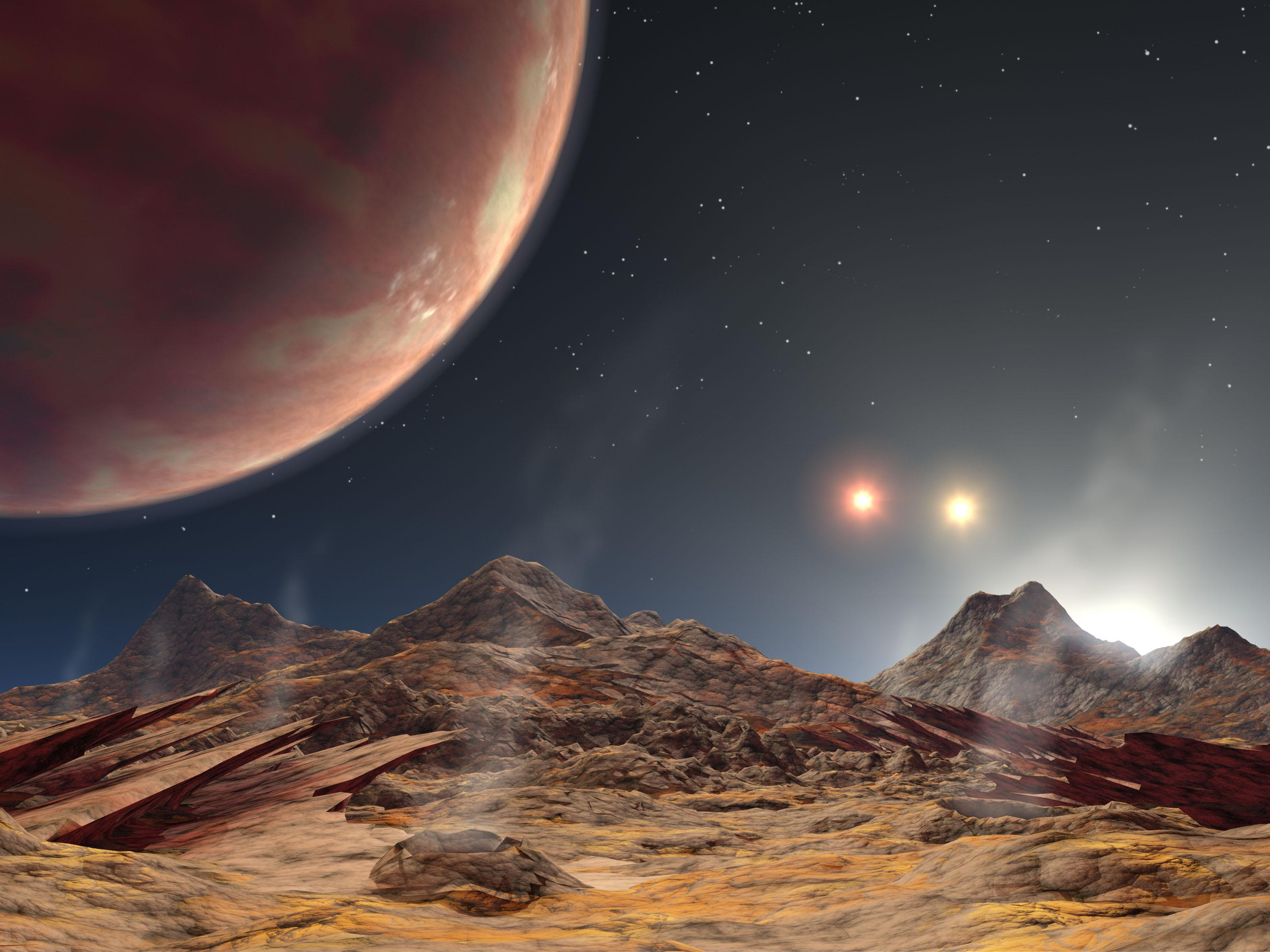
Konstnärs skiss av utsikten från en tänkt måne till en exoplanet i bana kring ett trippelstjärnesystem.

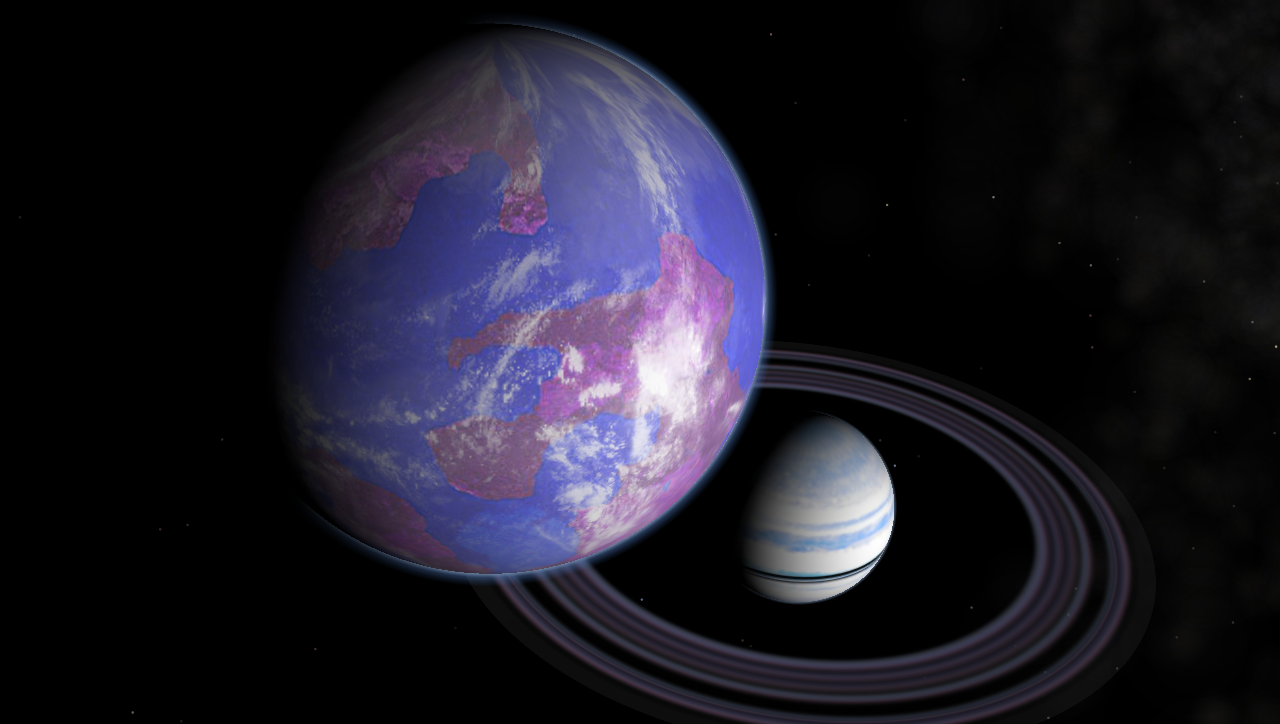
Konstnärs skiss av en beboelig exomåne runt en påhittad Saturnus-lik planet.

En exomåne är ett begrepp som syftar på en mindre naturlig satellit, som kretsar kring en  exoplanet eller annan massivare himlakropp.  Ett viktigt motiv för intresset för exomånar är önskan att finna himlakroppar som är lämpliga för liv (se till exempel Billings 2013).  Många av de exoplaneter som man har upptäckt är stora gasjättar som liknar Jupiter.  Dessa passar inte som värdar för liv som liknar vårt ens om de ligger i sina stjärnors beboeliga zoner.  Däremot skulle deras eventuella månar vara mer passande för liv.  För att en sådan måne ska kunna hålla sig med en atmosfär som liknar Jordens, skulle den behöva ha en massa som är minst en tiondedel av Jordens massa.  Det finns två scenarion för hur planeten skulle kunna få en sådan måne.  Dels skulle den kunna bildas som resultatet av en kollision mellan planeten och en stor planetesimal.  En annan möjlighet är att månen tidigare fanns i ett par av dvärgplaneter som är bundna till varandra, men att den blir infångad av gasjätten då dubbelplaneten passerar nära gasjätten. 
Ännu har ingen exomåne kunnat observeras, men inget tyder på att sådanas förekomst skulle vara ovanlig. Redan kända extrasolära planeter är så stora att förhållandena i solsystemet antyder att flertalet borde ha månar. Att upptäcka dem är en utmaning med dagens teknik.  Den mest lovande metoden är transitmetoden, då man detekterar en exoplanet genom dess regelbundna förmörkelser av sin stjärna.  En stor exomåne kommer dels att ge små variationer i tidpunkterna för förmörkelserna eftersom planeten och månen båda roterar runt sitt gemensamma masscentrum, och dels kan djupet på förmörkelserna variera beroende på månens position relativt sin planet.